# Паценьки (Дубровенский район)
Паценьки (бел. Паце́нькі) — деревня в Дубровенском районе Витебской области Республики Беларусь. В составе Волевковского сельсовета.

## География
Ближайшие населённые пункты Волевки, Коробки, Михеевка, Сазоновка и др.

### Гидрография
Протекает речка, впадающая в реку Днепр.

## История
В 1910 году в Холбнянской волости Горецкого уезда Могилёвской губернии.

## Население

### Численность
- 2009 год — 11 жителей

### Динамика
- 1910 год — 19 дворов, 76 муж., 80 жен.[2]
- 1999 год — 24 жителей (перепись населения)
- 2009 год — 11 жителей (перепись населения)[2]

## Улицы
- Центральная

## Достопримечательность
- Братская могила (1941—1944) —  Историко-культурная ценность Республики Беларусь, шифр 213Д000470. В 1959 году установлен памятник в виде скульптуры воина.